# 無衣

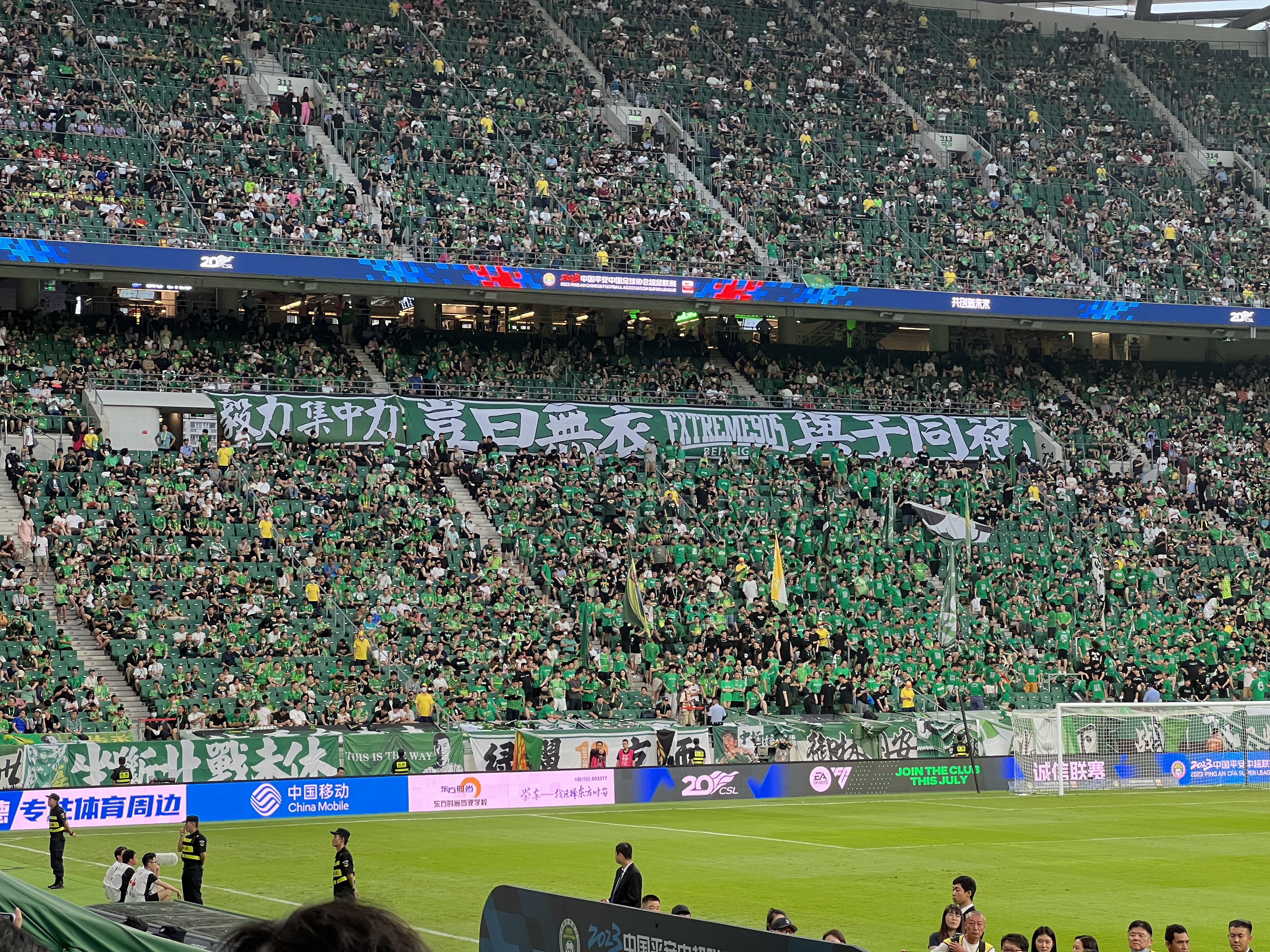
北京国安足球俱乐部一个球迷团体以“岂曰无衣，与子同袍”为标语（2023年7月摄）

《無衣》是《詩經·國風》中的篇目，《唐風》與《秦風》各有一篇。《毛詩序》以為前者“美晉武公”，後者“刺用兵”。就詩歌本體而言，《唐風·無衣》表現對他人之衣的感念，而《秦風·無衣》歌頌同仇敵愾的戰友之情。

## 佚文
出土的安大簡《秦風·無衣》殘簡在“與子偕作”後多“曾子㠯組，昷月𨟻𬩠”兩句，釋文作“贈子以組，明月將逝”。對於“明月將逝”存在不同的解釋：
- 依字面理解，明月即將消逝，天將破曉，全詩以景結情。
- “明”讀作“盟，“逝”讀作“誓”，即盟告於月而起誓。[3]
- “明月”指次月，“逝”訓“往”，即下月將要前往戰場。[4]

## 流行文化
“岂曰无衣，与子同袍”常用于球迷组织的标语，而2019冠状病毒病疫情期間日本华侨捐助中國的防疫物資包裝上寫有“豈曰無衣 與子同裳”，受到報道。